# ダニエル・グーチ

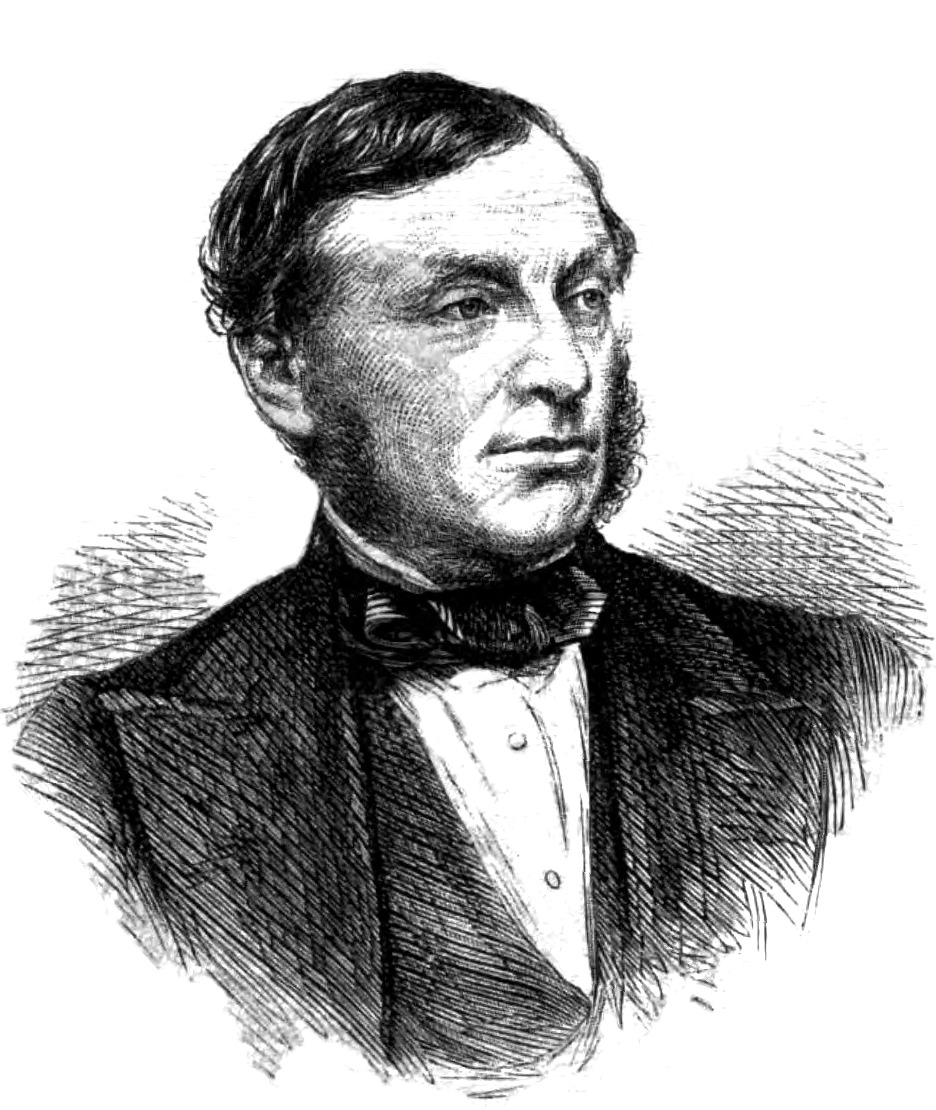
1866年

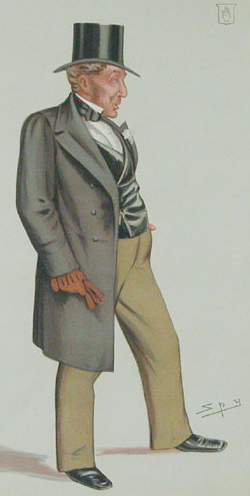
レスリー・ウォード（Leslie Ward）の描いたダニエル・グーチ、1882年

初代准男爵サー・ダニエル・グーチ（Sir Daniel Gooch, 1st Baronet、1816年8月24日 - 1889年10月15日）は、グレート・ウェスタン鉄道（GWR）の初代技師長（CME: chief mechanical engineer）を1837年から1864年まで務め、後に会長を1865年から1889年まで務めた人物である。
ノーザンバーランド州ベドリントン生まれで、多くの会社で工学の経験を積み、ロバート・スチーブンソンの会社でも働いていたことがあるが、21歳そこそこの時にイザムバード・キングダム・ブルネルによってグレート・ウェスタン鉄道へと招かれた。彼のグレート・ウェスタン鉄道での初期の活動は、ブルネルの発注した雑多な広軌の蒸気機関車との格闘であった。これらの機関車の中で最も優れていた、ブラストパイプの配置の改良を行ったスター級をモデルとして、彼は1840年に車軸配置2-2-2の急行旅客用機関車ファイアフライ級を設計して導入した。軌間委員会（the Gauge Commissioners）の比較試験では、このクラスのイクシオン（Ixion）号が、その標準軌のライバルよりも高速を出すことができることを証明した。1843年にはグーチは新型の弁装置を導入した。
1840年、グーチはスウィンドン工場の位置の選定の責任者となり、1846年にはそこで最初に製造される機関車である、後にアイアン・デューク級の原形となった、グレート・ウェスタン（Great Western）号の設計を行った。
グレート・ウェスタン鉄道の会長として1865年に呼び戻され、破産寸前の会社を救い出して、セヴァーントンネルの建設に力を注いだ。しかしながら、広軌の完全廃止は彼の死後のことになった。
彼はまた、グレート・イースタン号を使って最初の大西洋横断電信線を完成させる仕事に関しても、電信建設会社の主任技師として参加し、後にその会社の会長ともなった。
1838年に彼はマーガレット・タナー（Margaret Tanner）と結婚し、1868年の彼女の死後、1870年にエミリー・バーダー（Emily Burder）と再婚した。彼女は1901年に死去した。彼は1865年から1885年までクリックレード（Clicklade）選出の保守党議員であり、1866年に準男爵の地位を電信線工事の功績で授けられている。1859年からウィンザー（Windsor）のクルワー・パーク（Clewer Park）に住んだ。彼の兄弟である、ジョン・ビレット・グーチ（John Viret Gooch）、トーマス・ロングリッジ・グーチ（Thomas Longridge Gooch）、ウィリアム・フレデリック・グーチ（William Frederick Gooch）もまた鉄道技術者であった。